# اقتل مراتي ولك تحياتي (فلم)
اقتل مراتي ولك تحياتي  فيلم جريمة، كوميدي، موسيقي/استعراضي مصري للمخرج حسن إبراهيم عام 1990 مأخوذ عن الفيلم الأمريكي "قوم لا يرحمون Ruthless People" لثلاثة من المخرجين الأمريكيين "جيم أبراهامز، ديفيد زوكر، وجيري زوكر" وبطولة داني ديفيتو وبيت ميدلر، عن قصة "فدية الزعيم الأحمر The Ransom of Red Chief" للكاتب الأمريكي "أو هنري". أعد السيناريو والحوار العربي الكاتب والمنتج فاروق صبري. الفيلم من بطولة سمير صبري، سماح أنور، سمير غانم، أحمد بدير، وسناء يونس  وتدور الأحداث حول الموظف الفقير رستم الذي يتزوج السيدات المسنات في إنتظار موتهن ولكنه يتزوج واحدة لا يبدو عليها بوادر الموت وهكذا يسعى لموتها.
صدر الفيلم إلى دور العرض المصرية في 27 أغسطس 1990.
منح موقع قاعدة بيانات الأفلام العربية "السينما.كوم" الفيلم درجة 6.9/ 10.

## طاقم التمثيل
سمير صبري: في دور مجدي شريتح (فنان استعراضي)
سماح أنور: في دور منى المشنوق (فنانة استعراضية)
سمير غانم: في دور رستم (الموظف البسيط)
أحمد بدير: في دور مرسي (مقدم الشرطة)
سناء يونس: في دور تفيدة (زوجة رستم المسنة الثرية)
سلوى عثمان: في دور نوال (عشيقة رستم)
يوسف داود: في دور يوسف (عقيد الشرطة)
فؤاد خليل: في دور المجنون قاتل النساء الهارب
محمد الشرقاوي: في دور عباس (زميل رستم)
أشرف عبد الباقي: في دور إبراهيم
بالاشتراك مع: سميحة محمد – محمد عتريس.

## موسيقى وأغاني الفيلم
الموسيقى التصويرية: عبد الحميد عبد الغفار
ألحان استعراض "طير بينا يا قلبي": محمد فوزي
ألحان استعراض "يا اللي القمر زيك": خالد الأمير
غناء الاستعراضات: سمير صبري 

## أحداث الفيلم
يعيش رستم (سمير غانم) حياة بسيطة، فهو موظف جامعي براتب لا يكفيه شخصيا، فكيف يتزوج ويكون أسرة. يقابل رستم زميله عباس (محمد الشرقاوي) الذي اختصر الطريق وعمل ممرضا ويكسب أكثر من أصحاب الشهادات والذي نصحه بالزواج من سيدة مسنة وثرية وعلى وشك الموت. ينفذ رستم الخطة وتموت الزوجة ويرث نصف مليون جنيه، ويفعلها مرة ثانية مع أخرى وتنجح، ويسعد بهذه الطريقة السهلة لكسب المال. يقوم عباس بتوجيه نظر رستم للآنسة تفيدة (سناء يونس) العانس المصابة بكثير من الأمراض، وينخدع رستم ويكتشف أن قائمة أمراض تفيدة كانت تخص مريضة أخرى والتبس الأمر على عباس. أما تفيدة فكانت مصابة بحالة نفسية لعنوستها، فلما تزوجت عادت لطبيعتها وحيويتها وشراستها، وأصبح رستم يخشى من تطليقها لأن مؤخر الصداق نصف مليون، كما انه يطمع في مصنعها البالغ قيمته 10 مليون جنيه. يعيش رستم مع عشيقته نوال (سلوى عثمان) في انتظار موت تفيده، بينما كان مجدي شريتح (سمير صبري) وزوجته منى المشنوق (سماح أنور) فنانين الاستعراض، يقيمون ببدروم أحد الفيلات، ويرفضون تقديم الفن الهابط، لأنه يتنافى مع أفكارهم، ويفكروا في افتتاح مسرح خاص بهم للفن المحترم. يفكر مجدي في خطف تفيدة ومطالبة زوجها رستم بفدية مائة ألف جنيه، ونظراً لأن أخلاق الخاطف عالية فيعد برد المبلغ بعد افتتاح المسرح. وبالفعل يستغل الخاطفين خلو الفيلا من أصحابها، ويختطفون تفيدة ويحتجزوها بالبدروم، ويطالبوا رستم بالفدية مع تحذيره من إبلاغ الشرطة بخطفها. يسعد رستم ويسارع بإبلاغ الشرطة باختفاء زوجته، متمنيا أن يفي الخاطفين بوعدهم بقتلها. يحاول المقدم مرسي (أحمد بدير) والعقيد يوسف (يوسف داود) حل لغز اختفاء تفيدة دون جدوى، بينما يماطل رستم في دفع الفدية، حتى يضطر الخاطفين لتخفيض المبلغ إلى 50 ألف ثم 10 آلاف، ولكن رستم لا يستجب، مما يثير غضب تفيدة التي تتعاطف مع الخاطفين وتدعمهم، حتى يفاجئهم المجنون الهارب (فؤاد خليل) قاتل النساء، فيتكاثرون عليه ويموت بين أيديهم. تتصل تفيدة بالعقيد يوسف لتخبره أن رستم قد قتل زوجته تفيدة من أجل الزواج من عشيقته نوال، ويتم القبض على رستم الذي يريد إثبات برائته بوجود مختطفين، فيوافق على دفع الفدية لتقبض الشرطة على المختطفين، ولكن تفيدة تعدل القيمة لتصبح مليون جنيه وهو كل ما يملك رستم، وتطلب منه سحب مدخراته بالبنك وبيع مقتنياته وسيارته، فيضطر للتنفيذ، ويضع مجدي في سيارته جثة المجنون، ويأخذ الفدية ويسقط السيارة في النيل، ويفر بالمال. تتعرف تفيده على جثة الخاطف، وتطلق رستم، وتفتتح مع مجدي ومنى المسرح الاستعراضي.

## وصلات خارجية
- مقالات تستعمل روابط فنية بلا صلة مع ويكي بيانات
- اقتل مراتي ولك تحياتي على موقع الدهليز
- اقتل مراتي ولك تحياتي على موقع كاروهات

https://www.avclub.com/film/reviews/iqtel-merati-wa-lak-tahiyyati-1990 اقتل مراتي ولك تحياتي (فيلم)